# Jesús Guzmán Delgado
|  | Aquest article tracta sobre el ciclista. Si cerqueu l'actor, vegeu «Jesús Guzmán Gareta». |

Jesús Guzmán Delgado (Huéneja, província de Granada, 30 de maig de 1957) va ser un ciclista espanyol, que fou professional entre 1980 i 1986. Un cop retirat va dirigir l'equip Artiach.

## Palmarès
- 1979
  - 1r al Volta a Tarragona
- 1981
  - Vencedor d'una etapa a la Volta de les Tres Províncies
- 1982
  - 1r al Memorial Manuel Galera
- 1983
  - 1r al Memorial Manuel Galera
- 1984
  - 1r al Circuit de Getxo

### Resultats al Tour de França
- 1980. Abandona (5a etapa)
- 1981. 97è de la classificació general

### Resultats a la Volta a Espanya
- 1981. 32è de la classificació general
- 1982. Abandona
- 1983. 34è de la classificació general
- 1984. 52è de la classificació general
- 1986. 88è de la classificació general